# Międzynarodowa Federacja Historyków i Statystyków Futbolu
Międzynarodowa Federacja Historyków i Statystyków Futbolu (ang. International Federation of Football History & Statistics – IFFHS) – założona 27 marca 1984 w Lipsku organizacja zajmująca się badaniem historii piłki nożnej i prowadzeniem statystyk dotyczących tego sportu. Jej obecna siedziba mieści się w Bonn. Prowadzi m.in. comiesięczny i coroczny ranking klubów piłkarskich na świecie oraz coroczny ranking sędziów.

## Ranking klubów
Ranking – prowadzony od 1991 – obliczany jest na podstawie specjalnej punktacji, na którą składają się wyniki meczów drużyn klubowych na szczeblu ligowym, pucharowym oraz w oficjalnych turniejach międzynarodowych. Jest on uaktualniany co miesiąc, a brane są w nim pod uwagę mecze poszczególnych zespołów z ostatnich 12 miesięcy. Najwięcej razy bo pięciokrotnie zwyciężały hiszpańskie drużyny FC Barcelona i Real Madryt.

### Zwycięzcy Rankingu klubów
- 1991 –  AS Roma
- 1992 –  AFC Ajax
- 1993 –  Juventus
- 1994 –  Paris Saint-Germain
- 1995 –  A.C. Milan
- 1996 –  Juventus
- 1997 –  FC Barcelona
- 1998 –  Inter Mediolan
- 1999 –  Manchester United
- 2000 –  Real Madryt
- 2001 –  Liverpool
- 2002 –  Real Madryt
- 2003 –  A.C. Milan
- 2004 –  Valencia
- 2005 –  Liverpool
- 2006 –  Sevilla
- 2007 –  Sevilla
- 2008 –  Manchester United
- 2009 –  FC Barcelona
- 2010 –  Inter Mediolan
- 2011 –  FC Barcelona
- 2012 –  FC Barcelona
- 2013 –  Bayern Monachium
- 2014 –  Real Madryt
- 2015 –  FC Barcelona
- 2016 –  Atlético Nacional
- 2017 –  Real Madryt
- 2018 –  Atlético Madryt
- 2019 –  Liverpool
- 2020 –  Bayern Monachium
- 2021 –  Palmeiras
- 2022 –  CR Flamengo
- 2023 –  Manchester City
- 2024 –  Real Madryt

### Aktualny ranking klubów
| Pierwsze 10 drużyn (1 stycznia 2024 – 31 grudnia 2024) | Pierwsze 10 drużyn (1 stycznia 2024 – 31 grudnia 2024) | Pierwsze 10 drużyn (1 stycznia 2024 – 31 grudnia 2024) | Pierwsze 10 drużyn (1 stycznia 2024 – 31 grudnia 2024) |
| Miejsce                                                | Zespół                                                 | Konfederacja                                           | Punkty                                                 |
| ------------------------------------------------------ | ------------------------------------------------------ | ------------------------------------------------------ | ------------------------------------------------------ |
| 1.                                                     | Real Madryt                                            | UEFA                                                   | 441                                                    |
| 2.                                                     | Bayer Leverkusen                                       | UEFA                                                   | 384                                                    |
| 3.                                                     | Atalanta                                               | UEFA                                                   | 380                                                    |
| 4.                                                     | Liverpool                                              | UEFA                                                   | 345                                                    |
| 5.                                                     | Botafogo                                               | CONMEBOL                                               | 345                                                    |
| 6.                                                     | Manchester City                                        | UEFA                                                   | 359                                                    |
| 7.                                                     | FC Barcelona                                           | UEFA                                                   | 324                                                    |
| 8.                                                     | Flamengo                                               | CONMEBOL                                               | 308                                                    |
| 9.                                                     | Atlético Madryt                                        | UEFA                                                   | 304                                                    |
| 10.                                                    | Borussia Dortmund                                      | UEFA                                                   | 298                                                    |
| Źródło: IFFHS (ang.)                                   |                                                        |                                                        |                                                        |

## Ranking lig
Ranking prowadzony od 1991 roku. Najczęściej typowaną ligą były hiszpańska Primera División i włoska Serie A, bo aż 13 razy.

### Zwycięzcy rankingu lig
- 1991 –  Serie A
- 1992 –  Serie A
- 1993 –  Serie A
- 1994 –  Serie A
- 1995 –  Serie A
- 1996 –  Serie A
- 1997 –  Bundesliga
- 1998 –  Serie A
- 1999 –  Serie A
- 2000 –  Primera División
- 2001 –  Primera División
- 2002 –  Primera División
- 2003 –  Serie A
- 2004 –  Primera División
- 2005 –  Premier League
- 2006 –  Serie A
- 2007 –  Premier League
- 2008 –  Premier League
- 2009 –  Premier League
- 2010 –  Primera División
- 2011 –  Primera División
- 2012 –  Primera División
- 2013 –  Primera División
- 2014 –  Primera División
- 2015 –  Primera División
- 2016 –  Primera División
- 2017 –  Primera División
- 2018 –  Primera División
- 2019 –  Premier League
- 2020 –  Serie A
- 2021 –  Série A
- 2022 –  Série A
- 2023 –  Serie A
- 2024 –  Serie A

## Piłkarz roku
| Rok  | Gracz                  | Klub                |
| ---- | ---------------------- | ------------------- |
| 1988 | Marco van Basten       | A.C. Milan          |
| 1989 | Marco van Basten (2)   | A.C. Milan          |
| 1990 | Lothar Matthäus        | Inter Mediolan      |
| 2020 | Robert Lewandowski     | Bayern Monachium    |
| 2021 | Robert Lewandowski (2) | Bayern Monachium    |
| 2022 | Lionel Messi           | Paris Saint-Germain |
| 2023 | Erling Haaland         | Manchester City     |
| 2024 | Rodri                  | Manchester City     |

## Młody piłkarz roku
| Rok  | Gracz               | Klub                            |
| ---- | ------------------- | ------------------------------- |
| 2021 | Pedri               | FC Barcelona                    |
| 2022 | Jude Bellingham     | Borussia Dortmund               |
| 2023 | Jude Bellingham (2) | Borussia Dortmund / Real Madryt |
| 2024 | Lamine Yamal        | FC Barcelona                    |

## Najlepszy rozgrywający
Ranking prowadzony jest od 2006 roku. Nagroda przyznawana jest co roku na Światowej Gali Piłki Nożnej, zwycięzca otrzymuje złote trofeum. Lionel Messi wygrał najwięcej razy tę nagrodę bo aż pięć razy, a Xavi cztery razy. FC Barcelona jest klubem, który ma najwięcej zwycięstw, w sumie dziesięć.
| Rok  | Gracz               | Klub                           |
| ---- | ------------------- | ------------------------------ |
| 2006 | Zinédine Zidane     | Real Madryt                    |
| 2007 | Kaká                | A.C. Milan                     |
| 2008 | Xavi                | FC Barcelona                   |
| 2009 | Xavi (2)            | FC Barcelona                   |
| 2010 | Xavi (3)            | FC Barcelona                   |
| 2011 | Xavi (4)            | FC Barcelona                   |
| 2012 | Andrés Iniesta      | FC Barcelona                   |
| 2013 | Andrés Iniesta (2)  | FC Barcelona                   |
| 2014 | Toni Kroos          | Bayern Monachium / Real Madryt |
| 2015 | Lionel Messi        | FC Barcelona                   |
| 2016 | Lionel Messi (2)    | FC Barcelona                   |
| 2017 | Lionel Messi (3)    | FC Barcelona                   |
| 2018 | Luka Modrić         | Real Madryt                    |
| 2019 | Lionel Messi (4)    | FC Barcelona                   |
| 2020 | Kevin De Bruyne     | Manchester City                |
| 2021 | Kevin De Bruyne (2) | Manchester City                |
| 2022 | Lionel Messi (5)    | Paris Saint-Germain            |
| 2023 | Kevin De Bruyne (3) | Manchester City                |
| 2024 | Jude Bellingham     | Real Madryt                    |

## Najlepszy bramkarz
Nagroda rozdawana jest od 1987 roku. Po 5 razy i najwięcej wygrał włoski bramkarz Gianluigi Buffon, hiszpański Iker Casillas i niemiecki Manuel Neuer.
| Rok  | Gracz                   | Zwycięski klub gracza          |                       | Drugie miejsce          | Klub drugiego gracza |
| ---- | ----------------------- | ------------------------------ | --------------------- | ----------------------- | -------------------- |
| 1987 | Jean-Marie Pfaff        | Bayern Monachium               | Rinat Dasajew         | Spartak Moskwa          |                      |
| 1988 | Rinat Dasajew           | Spartak Moskwa                 | Hans van Breukelen    | PSV Eindhoven           |                      |
| 1989 | Walter Zenga            | Inter Mediolan                 | Michel Preud’homme    | KV Mechelen             |                      |
| 1990 | Walter Zenga (2)        | Inter Mediolan                 | Michel Preud’homme    | KV Mechelen             |                      |
| 1991 | Walter Zenga (3)        | Inter Mediolan                 | Sergio Goycochea      | Racing Club             |                      |
| 1992 | Peter Schmeichel        | Manchester United              | Andoni Zubizarreta    | FC Barcelona            |                      |
| 1993 | Peter Schmeichel (2)    | Manchester United              | Sergio Goycochea      | Racing Club             |                      |
| 1994 | Michel Preud’homme      | KV Mechelen Benfica            | Thomas Ravelli        | IFK Göteborg            |                      |
| 1995 | José Luis Chilavert     | Vélez Sársfield                | Peter Schmeichel      | Manchester United       |                      |
| 1996 | Andreas Köpke           | Olympique Marsylia             | David Seaman          | Arsenal                 |                      |
| 1997 | José Luis Chilavert (2) | Vélez Sársfield                | Angelo Peruzzi        | Juventus                |                      |
| 1998 | José Luis Chilavert (3) | Vélez Sársfield                | Fabien Barthez        | Monaco                  |                      |
| 1999 | Oliver Kahn             | Bayern Monachium               | Peter Schmeichel      | Manchester United       |                      |
| 2000 | Fabien Barthez          | Manchester United              | Oliver Kahn           | Bayern Monachium        |                      |
| 2001 | Oliver Kahn (2)         | Bayern Monachium               | Óscar Córdoba         | Boca Juniors            |                      |
| 2002 | Oliver Kahn (3)         | Bayern Monachium               | Iker Casillas         | Real Madryt             |                      |
| 2003 | Gianluigi Buffon        | Juventus                       | Iker Casillas         | Real Madryt             |                      |
| 2004 | Gianluigi Buffon (2)    | Juventus                       | Petr Čech             | Stade Rennais Chelsea   |                      |
| 2005 | Petr Čech               | Chelsea                        | Dida                  | A.C. Milan              |                      |
| 2006 | Gianluigi Buffon (3)    | Juventus                       | Jens Lehmann          | Arsenal                 |                      |
| 2007 | Gianluigi Buffon (4)    | Juventus                       | Petr Čech             | Chelsea                 |                      |
| 2008 | Iker Casillas           | Real Madryt                    | Gianluigi Buffon      | Juventus                |                      |
| 2009 | Iker Casillas (2)       | Real Madryt                    | Gianluigi Buffon      | Juventus                |                      |
| 2010 | Iker Casillas (3)       | Real Madryt                    | Júlio César           | Inter Mediolan          |                      |
| 2011 | Iker Casillas (4)       | Real Madryt                    | Manuel Neuer          | Bayern Monachium        |                      |
| 2012 | Iker Casillas (5)       | Real Madryt                    | Gianluigi Buffon      | Juventus                |                      |
| 2013 | Manuel Neuer (1)        | Bayern Monachium               | Gianluigi Buffon      | Juventus                |                      |
| 2014 | Manuel Neuer (2)        | Bayern Monachium               | Thibaut Courtois      | Atlético Madryt Chelsea |                      |
| 2015 | Manuel Neuer (3)        | Bayern Monachium               | Gianluigi Buffon      | Juventus                |                      |
| 2016 | Manuel Neuer (4)        | Bayern Monachium               | Gianluigi Buffon      | Juventus                |                      |
| 2017 | Gianluigi Buffon (5)    | Juventus                       | Manuel Neuer          | Bayern Monachium        |                      |
| 2018 | Thibaut Courtois        | Chelsea Real Madryt            | Hugo Lloris           | Tottenham Hotspur       |                      |
| 2019 | Alisson                 | Liverpool                      | Marc-André ter Stegen | FC Barcelona            |                      |
| 2020 | Manuel Neuer (5)        | Bayern Monachium               | Jan Oblak             | Atlético Madryt         |                      |
| 2021 | Gianluigi Donnarumma    | A.C. Milan Paris Saint-Germain | Manuel Neuer          | Bayern Monachium        |                      |
| 2022 | Thibaut Courtois (2)    | Real Madryt                    | Emiliano Martínez     | Aston Villa             |                      |
| 2023 | Ederson                 | Manchester City                | Emiliano Martínez     | Aston Villa             |                      |
| 2024 | Emiliano Martínez       | Aston Villa                    | Unai Simón            | Athletic Bilbao         |                      |

## Najlepszy klubowy trener
Nagroda przyznawana jest w styczniu. Zwycięski trener i zdobywca drugiego miejsca w rankingach otrzymują odpowiednio złote i srebrne trofeum podczas Światowej Gali Piłkarskiej. Najwięcej razy czyli czterokrotnie tę nagrodę wygrywał portugalski trener José Mourinho i włoski Carlo Ancelotti.
| Rok  | Zwycięzca           | Zwycięski klub trenera |                      | Drugie miejsce    | Klub trenera drugiego miejsca |
| ---- | ------------------- | ---------------------- | -------------------- | ----------------- | ----------------------------- |
| 1996 | Marcello Lippi      | Juventus               | Ramón Díaz           | River Plate       |                               |
| 1997 | Ottmar Hitzfeld     | Borussia Dortmund      | Alex Ferguson        | Manchester United |                               |
| 1998 | Marcello Lippi (2)  | Juventus               | Jupp Heynckes        | Real Madryt       |                               |
| 1999 | Alex Ferguson       | Manchester United      | Sven-Göran Eriksson  | Lazio             |                               |
| 2000 | Carlos Bianchi      | Boca Juniors           | Héctor Cúper         | Valencia          |                               |
| 2001 | Ottmar Hitzfeld (2) | Bayern Monachium       | Gérard Houllier      | Liverpool         |                               |
| 2002 | Vicente del Bosque  | Real Madryt            | Arsène Wenger        | Arsenal           |                               |
| 2003 | Carlos Bianchi (2)  | Boca Juniors           | Carlo Ancelotti      | A.C. Milan        |                               |
| 2004 | José Mourinho       | Porto                  | Arsène Wenger        | Arsenal           |                               |
| 2005 | José Mourinho (2)   | Chelsea                | Rafael Benítez       | Liverpool         |                               |
| 2006 | Frank Rijkaard      | FC Barcelona           | José Mourinho        | Chelsea           |                               |
| 2007 | Carlo Ancelotti     | A.C. Milan             | Alex Ferguson        | Manchester United |                               |
| 2008 | Alex Ferguson (2)   | Manchester United      | Dick Advocaat        | Zenit Petersburg  |                               |
| 2009 | Pep Guardiola       | FC Barcelona           | Alex Ferguson        | Manchester United |                               |
| 2010 | José Mourinho (3)   | Inter Mediolan         | Pep Guardiola        | FC Barcelona      |                               |
| 2011 | Pep Guardiola (2)   | FC Barcelona           | José Mourinho        | Real Madryt       |                               |
| 2012 | José Mourinho (4)   | Real Madryt            | Roberto Di Matteo    | Chelsea           |                               |
| 2013 | Jupp Heynckes       | Bayern Monachium       | Jürgen Klopp         | Borussia Dortmund |                               |
| 2014 | Carlo Ancelotti (2) | Real Madryt            | Diego Simeone        | Atlético Madryt   |                               |
| 2015 | Luis Enrique        | FC Barcelona           | Pep Guardiola        | Bayern Monachium  |                               |
| 2016 | Diego Simeone       | Atlético Madryt        | Zinédine Zidane      | Real Madryt       |                               |
| 2017 | Zinédine Zidane     | Real Madryt            | Massimiliano Allegri | Juventus          |                               |
| 2018 | Zinédine Zidane (2) | Real Madryt            | Jürgen Klopp         | Liverpool         |                               |
| 2019 | Jürgen Klopp        | Liverpool              | Pep Guardiola        | Manchester City   |                               |
| 2020 | Hans-Dieter Flick   | Bayern Monachium       | Jürgen Klopp         | Liverpool         |                               |
| 2021 | Thomas Tuchel       | Chelsea                | Pep Guardiola        | Manchester City   |                               |
| 2022 | Carlo Ancelotti (3) | Real Madryt            | Pep Guardiola        | Manchester City   |                               |
| 2023 | Pep Guardiola (3)   | Manchester City        | Carlo Ancelotti      | Real Madryt       |                               |
| 2024 | Carlo Ancelotti (4) | Real Madryt            | Xabi Alonso          | Bayer Leverkusen  |                               |

## Najlepszy trener drużyny narodowej
Nagroda przyznawana jest od 1996 roku. Najwięcej razy zdobył ją hiszpański trener Vicente del Bosque.
| Rok  | Zwycięzca               | Zwycięska drużyna narodowa trenera |                     | Drugie miejsce   | Reprezentacja drugiego trenera |
| ---- | ----------------------- | ---------------------------------- | ------------------- | ---------------- | ------------------------------ |
| 1996 | Berti Vogts             | Niemcy                             | Velibor Milutinović | Meksyk           |                                |
| 1997 | Mário Zagallo           | Brazylia                           | Javier Clemente     | Hiszpania        |                                |
| 1998 | Aimé Jacquet            | Francja                            | Miroslav Blažević   | Chorwacja        |                                |
| 1999 | Vanderlei Luxemburgo    | Brazylia                           | Jozef Chovanec      | Czechy           |                                |
| 2000 | Roger Lemerre           | Francja                            | Humberto Coelho     | Portugalia       |                                |
| 2001 | Marcelo Bielsa          | Argentyna                          | Sven-Göran Eriksson | Anglia           |                                |
| 2002 | Luiz Felipe Scolari     | Brazylia                           | Guus Hiddink        | Korea Południowa |                                |
| 2003 | Jacques Santini         | Francja                            | Karel Brückner      | Czechy           |                                |
| 2004 | Otto Rehhagel           | Grecja                             | Marcelo Bielsa      | Argentyna        |                                |
| 2005 | Carlos Alberto Parreira | Brazylia                           | Marco van Basten    | Holandia         |                                |
| 2006 | Marcello Lippi          | Włochy                             | Raymond Domenech    | Francja          |                                |
| 2007 | Dunga                   | Brazylia                           |                     |                  |                                |
| 2008 | Luis Aragonés           | Hiszpania                          |                     |                  |                                |
| 2009 | Vicente del Bosque      | Hiszpania                          |                     |                  |                                |
| 2010 | Vicente del Bosque (2)  | Hiszpania                          |                     |                  |                                |
| 2011 | Óscar Tabárez           | Urugwaj                            |                     |                  |                                |
| 2012 | Vicente del Bosque (3)  | Hiszpania                          |                     |                  |                                |
| 2013 | Vicente del Bosque (4)  | Hiszpania                          | Joachim Löw         | Niemcy           |                                |
| 2014 | Joachim Löw             | Niemcy                             | Alejandro Sabella   | Argentyna        |                                |
| 2015 | Jorge Sampaoli          | Chile                              | Joachim Löw         | Niemcy           |                                |
| 2016 | Fernando Santos         | Portugalia                         | Lars Lagerbäck      | Islandia         |                                |
| 2017 | Joachim Löw (2)         | Niemcy                             | Tite                | Brazylia         |                                |
| 2018 | Didier Deschamps        | Francja                            | Zlatko Dalić        | Chorwacja        |                                |
| 2019 | Fernando Santos (2)     | Portugalia                         | Tite                | Brazylia         |                                |
| 2020 | Didier Deschamps (2)    | Francja                            | Roberto Martínez    | Belgia           |                                |
| 2021 | Roberto Mancini         | Włochy                             | Lionel Scaloni      | Argentyna        |                                |
| 2022 | Lionel Scaloni          | Argentyna                          | Didier Deschamps    | Francja          |                                |
| 2023 | Lionel Scaloni (2)      | Argentyna                          | Didier Deschamps    | Francja          |                                |
| 2024 | Luis de la Fuente       | Hiszpania                          | Lionel Scaloni      | Argentyna        |                                |

## Najlepszy strzelec rozgrywek ligowych
Nagroda rozdawana zawodnikowi, który strzelił najwięcej goli w jednej z 100 najlepszych lig na świecie (według rankingu IFFHS). Od 2020 roku, gole ligowe liczone są tylko w roku kalendarzowym.
| Rok  | Gracz                             | Klub                                 | Gole |
| ---- | --------------------------------- | ------------------------------------ | ---- |
| 1997 | Hakan Şükür                       | Galatasaray                          | 38   |
| 1998 | Iván Kaviedes                     | CS Emelec                            | 43   |
| 1999 | Mário Jardel                      | FC Porto                             | 36   |
| 2000 | Mário Jardel (2)                  | FC Porto                             | 38   |
| 2001 | José Alfredo Castillo             | Oriente Petrolero                    | 42   |
| 2002 | Joaquín Botero                    | Club Bolívar                         | 49   |
| 2003 | José Cardozo                      | Deportivo Toluca                     | 58   |
| 2004 | Patricio Galaz                    | CD Cobreloa                          | 42   |
| 2005 | Araújo                            | Gamba Osaka                          | 33   |
| 2006 | Klaas-Jan Huntelaar               | Ajax Amsterdam                       | 33   |
| 2007 | Afonso Alves                      | sc Heerenveen                        | 34   |
| 2008 | Lucas Barrios                     | Colo-Colo                            | 37   |
| 2009 | Marc Janko                        | Red Bull Salzburg                    | 39   |
| 2010 | Luis Suárez                       | Ajax Amsterdam                       | 35   |
| 2011 | Aleksandrs Čekulajevs             | JK Narva Trans                       | 46   |
| 2012 | Lionel Messi                      | FC Barcelona                         | 50   |
| 2013 | Lionel Messi (2)                  | FC Barcelona                         | 46   |
| 2014 | Cristiano Ronaldo Luis Suárez (2) | Real Madryt Liverpool                | 31   |
| 2015 | Cristiano Ronaldo (2)             | Real Madryt                          | 48   |
| 2016 | Luis Suárez (3)                   | FC Barcelona                         | 40   |
| 2017 | Lionel Messi (3)                  | FC Barcelona                         | 37   |
| 2018 | Lionel Messi (4) Jonas            | FC Barcelona Benfica                 | 34   |
| 2019 | Baghdad Bounedjah                 | Al Sadd                              | 39   |
| 2020 | Cristiano Ronaldo (3)             | Juventus                             | 31   |
| 2021 | Robert Lewandowski                | Bayern Monachium                     | 41   |
| 2022 | Germán Cano                       | Fluminense                           | 33   |
| 2023 | Harry Kane                        | Tottenham Hotspur / Bayern Monachium | 38   |
| 2024 | Viktor Gyökeres                   | Sporting                             | 36   |

## Najlepszy strzelec rozgrywek międzynarodowych
Nagroda rozdawana od 1991 roku. Gole w rozgrywkach międzynarodowych, w danym roku liczone są dla klubu jak i reprezentacji. Najwięcej razy bo pięciokrotnie wygrywał portugalski piłkarz Cristiano Ronaldo.
| Rok  | Gracz                            | Klub                                 | Gole |
| ---- | -------------------------------- | ------------------------------------ | ---- |
| 1991 | Jean-Pierre Papin                | Marsylia                             | 16   |
| 1992 | Dennis Bergkamp Raí César Obando | Ajax Amsterdam São Paulo Motagua     | 12   |
| 1993 | Saeed Al-Owairan                 | Asz-Szabab                           | 18   |
| 1994 | Christo Stoiczkow                | FC Barcelona                         | 17   |
| 1995 | Jürgen Klinsmann                 | Tottenham Hotspur / Bayern Monachium | 17   |
| 1996 | Ali Daei                         | Persepolis FC / Al Sadd              | 22   |
| 1997 | Ronaldo                          | FC Barcelona / Inter Mediolan        | 22   |
| 1998 | Jasem Al-Huwaidi                 | Al-Salmiya SC                        | 20   |
| 1999 | Raúl                             | Real Madryt                          | 14   |
| 2000 | Rivaldo                          | FC Barcelona                         | 21   |
| 2001 | Hani Al-Dhabit                   | Dhofar Salala                        | 22   |
| 2002 | Ruud van Nistelrooy              | Manchester United                    | 14   |
| 2003 | Thierry Henry                    | Arsenal                              | 15   |
| 2004 | Ali Daei (2)                     | Persepolis FC                        | 17   |
| 2005 | Adriano                          | Inter Mediolan                       | 18   |
| 2006 | Humberto Suazo                   | Colo-Colo                            | 17   |
| 2007 | Trésor Mputu                     | TP Mazembe                           | 20   |
| 2008 | Rico                             | Al-Muharraq                          | 19   |
| 2009 | Shinji Okazaki                   | Shimizu S-Pulse                      | 15   |
| 2010 | Bader Al-Mutawa                  | Al Qadsia                            | 17   |
| 2011 | Lionel Messi                     | FC Barcelona                         | 19   |
| 2012 | Lionel Messi (2)                 | FC Barcelona                         | 25   |
| 2013 | Cristiano Ronaldo                | Real Madryt                          | 25   |
| 2014 | Cristiano Ronaldo (2)            | Real Madryt                          | 20   |
| 2015 | Robert Lewandowski               | Bayern Monachium                     | 22   |
| 2016 | Cristiano Ronaldo (3)            | Real Madryt                          | 24   |
| 2017 | Cristiano Ronaldo (4)            | Real Madryt                          | 32   |
| 2018 | Baghdad Bounedjah                | Al Sadd                              | 20   |
| 2019 | Cristiano Ronaldo (5)            | Juventus                             | 21   |
| 2020 | Romelu Lukaku                    | Inter Mediolan                       | 16   |
| 2021 | Robert Lewandowski (2)           | Bayern Monachium                     | 24   |
| 2022 | Lionel Messi (3)                 | Paris Saint-Germain                  | 22   |
| 2023 | Romelu Lukaku (2)                | Inter Mediolan / AS Roma             | 22   |
| 2024 | Soufiane Rahimi                  | Al-Ain                               | 20   |

## Najlepszy strzelec w roku kalendarzowym
Nagroda rozdawana zawodnikowi, który strzelił najwięcej goli w roku kalendarzowym, w okresie od 1 stycznia do 31 grudnia.
| Rok  | Gracz                  | Klub                | Gole |
| ---- | ---------------------- | ------------------- | ---- |
| 2011 | Cristiano Ronaldo      | Real Madryt         | 60   |
| 2012 | Lionel Messi           | FC Barcelona        | 91   |
| 2013 | Cristiano Ronaldo (2)  | Real Madryt         | 69   |
| 2014 | Cristiano Ronaldo (3)  | Real Madryt         | 61   |
| 2015 | Cristiano Ronaldo (4)  | Real Madryt         | 57   |
| 2016 | Lionel Messi (2)       | FC Barcelona        | 58   |
| 2017 | Harry Kane             | Tottenham Hotspur   | 56   |
| 2018 | Baghdad Bounedjah      | Al Sadd             | 58   |
| 2019 | Abderrazak Hamdallah   | An-Nassr            | 57   |
| 2020 | Robert Lewandowski     | Bayern Monachium    | 47   |
| 2021 | Robert Lewandowski (2) | Bayern Monachium    | 69   |
| 2022 | Kylian Mbappé          | Paris Saint-Germain | 56   |
| 2023 | Cristiano Ronaldo (5)  | Al-Nassr            | 54   |
| 2024 | Viktor Gyökeres        | Sporting            | 62   |

## Drużyna roku
Od 2017 roku IFFHS zaczął nominować zawodników do najlepszej drużyny roku.
| Rok  | Bramkarz                                              | Obrońca | Pomocnik | Napastnik | Trener                                   |
| ---- | ----------------------------------------------------- | --- | --- | --- | ---------------------------------------- |
| 2017 | Gianluigi Buffon (Juventus)                           | Marcelo (Real Madryt) Sergio Ramos (Real Madryt) Leonardo Bonucci (Juventus/A.C. Milan) Dani Alves (Juventus/Paris Saint-Germain)              | Luka Modrić (Real Madryt) Toni Kroos (Real Madryt) Kevin De Bruyne (Manchester City)                                                                     | Cristiano Ronaldo (Real Madryt Neymar (FC Barcelona/Paris Saint-Germain) Lionel Messi (FC Barcelona)                     | Zinédine Zidane (Real Madryt)            |
| 2018 | Thibaut Courtois (Chelsea/Real Madryt)                | Marcelo (Real Madryt) Sergio Ramos (Real Madryt) Raphaël Varane (Real Madryt) Diego Godín (Atlético Madryt)                                    | Luka Modrić (Real Madryt) Eden Hazard (Chelsea) Antoine Griezmann (Atlético Madryt)                                                                      | Cristiano Ronaldo (Real Madryt Kylian Mbappé (Paris Saint-Germain) Lionel Messi (FC Barcelona)                           | Didier Deschamps (Reprezentacja Francji) |
| 2019 | Alisson (Liverpool)                                   | Matthijs de Ligt (Ajax Amsterdam/Juventus) Sergio Ramos (Real Madryt) Virgil van Dijk (Liverpool) Trent Alexander-Arnold (Liverpool)           | Kevin De Bruyne (Manchester City) Frenkie de Jong (Ajax Amsterdam/FC Barcelona) Bernardo Silva (Manchester City)                                         | Sadio Mané (Liverpool) Cristiano Ronaldo (Juventus) Lionel Messi (FC Barcelona)                                          | Jürgen Klopp (Liverpool)                 |
| 2020 | Manuel Neuer (Bayern Monachium)                       | Trent Alexander-Arnold (Liverpool) Sergio Ramos (Real Madryt) Virgil van Dijk (Liverpool) Alphonso Davies (Bayern Monachium)                   | Joshua Kimmich (Bayern Monachium) Thiago Alcântara (Bayern Monachium/Liverpool) Kevin De Bruyne (Manchester City)                                        | Cristiano Ronaldo (Juventus) Robert Lewandowski (Bayern Monachium) Lionel Messi (FC Barcelona)                           | Hans-Dieter Flick (Bayern Monachium)     |
| 2021 | Gianluigi Donnarumma (A.C. Milan/Paris Saint-Germain) | Achraf Hakimi (Inter Mediolan/Paris Saint-Germain) Leonardo Bonucci (Juventus) Rúben Dias (Manchester City) Alphonso Davies (Bayern Monachium) | Jorginho (Chelsea) Lionel Messi (FC Barcelona/Paris Saint-Germain) Kevin De Bruyne (Manchester City)                                                     | Cristiano Ronaldo (Juventus/Manchester United) Robert Lewandowski (Bayern Monachium) Kylian Mbappé (Paris Saint-Germain) | Thomas Tuchel (Chelsea)                  |
| 2022 | Thibaut Courtois (Real Madryt)                        | Achraf Hakimi (Paris Saint-Germain) Joško Gvardiol (RB Leipzig) Virgil van Dijk (Liverpool) Alphonso Davies (Bayern Monachium)                 | Luka Modrić (Real Madryt) Kevin De Bruyne (Manchester City) Lionel Messi (Paris Saint-Germain)                                                           | Erling Haaland (Borussia Dortmund/Manchester City) Karim Benzema (Real Madryt) Kylian Mbappé (Paris Saint-Germain)       |                                          |
| 2023 | Ederson (Manchester City)                             | Rúben Dias (Manchester City) Kim Min-jae (SSC Napoli/Bayern Monachium) Alphonso Davies (Bayern Monachium)                                      | Rodri (Manchester City) Jude Bellingham (Borussia Dortmund/Real Madryt) Kevin De Bruyne (Manchester City) Lionel Messi (Paris Saint-Germain/Inter Miami) | Harry Kane (Tottenham Hotspur/Bayern Monachium) Erling Haaland (Manchester City) Kylian Mbappé (Paris Saint-Germain)     |                                          |
| 2024 | Emiliano Martínez (Aston Villa)                       | Dani Carvajal (Real Madryt) Rúben Dias (Manchester City) Antonio Rüdiger (Real Madryt) Alphonso Davies (Bayern Monachium)                      | Rodri (Manchester City) Jude Bellingham (Real Madryt) Toni Kroos (Real Madryt)                                                                           | Lamine Yamal (FC Barcelona) Erling Haaland (Manchester City) Vinícius Júnior (Real Madryt)                               |                                          |

## Drużyna roku U-20
| Rok  | Bramkarz                                   | Obrońca | Pomocnik | Napastnik |
| ---- | ------------------------------------------ | --- | --- | --- |
| 2020 | Ersin Destanoğlu (Beşiktaş)                | Sergiño Dest (Ajax Amsterdam/FC Barcelona) Wesley Fofana (Leicester City) Chris Richards (Bayern Monachium) Alphonso Davies (Bayern Monachium) | Sandro Tonali (A.C. Milan) Phil Foden (Manchester City) Eduardo Camavinga (Stade Rennais)                                                     | Rodrygo (Real Madryt) Erling Haaland (Borussia Dortmund) Ansu Fati (FC Barcelona)                             |
| 2021 | Anatolij Trubin (Szachtar Donieck)         | Benoît Badiashile (AS Monaco) Eric García (Manchester City/FC Barcelona) Nuno Mendes (Sporting/Paris Saint-Germain)                            | Jude Bellingham (Borussia Dortmund) Pedri (FC Barcelona) Eduardo Camavinga (Stade Rennais/Real Madryt) Bukayo Saka (Arsenal)                  | Rodrygo (Real Madryt) Mason Greenwood (Manchester United) Jamal Musiala (Bayern Monachium)                    |
| 2022 | Gavin Bazunu (Southampton)                 | Piero Hincapié (Bayer Leverkusen) Joško Gvardiol (RB Leipzig) Nuno Mendes (Paris Saint-Germain)                                                | Gavi (FC Barcelona) Jude Bellingham (Borussia Dortmund) Pedri (FC Barcelona) Eduardo Camavinga (Real Madryt)                                  | Jamal Musiala (Bayern Monachium) Karim Adeyemi (Red Bull Salzburg/Borussia Dortmund) Ansu Fati (FC Barcelona) |
| 2023 | Sebastiano Desplanches (AC Trento/Vicenza) | Levi Colwill (Brighton & Hove Albion/Chelsea) António Silva (SL Benfica) Alejandro Balde (FC Barcelona)                                        | Gavi (FC Barcelona) Jude Bellingham (Borussia Dortmund/Real Madryt) Warren Zaïre-Emery (Paris Saint-Germain) Jamal Musiala (Bayern Monachium) | Endrick (Palmeiras) Rasmus Højlund (Atalanta/Manchester United) Alejandro Garnacho (Manchester United)        |
| 2024 | Guillaume Restes (Toulouse)                | Rico Lewis (Manchester City) Pau Cubarsí (FC Barcelona) Leny Yoro (Lille/Manchester United)                                                    | Arda Güler (Real Madryt) Kobbie Mainoo (Manchester United) Warren Zaïre-Emery (Paris Saint-Germain) João Neves (Benfica/Paris Saint-Germain)  | Lamine Yamal (FC Barcelona) Sávio (Girona/Manchester City) Alejandro Garnacho (Manchester United)             |

## Najlepsze kluby stulecia (1901-2000)
| Region             | Drużyna         |
| ------------------ | --------------- |
| Europa             | Real Madryt     |
| Ameryka Południowa | Peñarol         |
| Afryka             | Asante Kotoko   |
| Azja               | Al-Hilal        |
| CONCACAF           | Saprissa        |
| Oceania            | South Melbourne |

## Najlepsze kluby dekady (2001–2010)
| Region             | Drużyna       |
| ------------------ | ------------- |
| Świat              | FC Barcelona  |
| Europa             | FC Barcelona  |
| Ameryka Południowa | Boca Juniors  |
| Afryka             | Al-Ahly       |
| Azja               | Al-Hilal      |
| CONCACAF           | América       |
| Oceania            | Auckland City |

## Najlepsze kluby dekady (2011–2020)
| Region             | Drużyna                |
| ------------------ | ---------------------- |
| Świat              | FC Barcelona           |
| Europa             | FC Barcelona           |
| Ameryka Południowa | Grêmio                 |
| Afryka             | Espérance Tunis        |
| Azja               | Jeonbuk Hyundai Motors |
| CONCACAF           | UANL                   |
| Oceania            | Auckland City          |

## Najlepsi zawodnicy dekady (2011–2020)
| Federacja | Pierwszy          | Drugi             | Trzeci           |
| --------- | ----------------- | ----------------- | ---------------- |
| Świat     | Lionel Messi      | Cristiano Ronaldo | Andrés Iniesta   |
| UEFA      | Cristiano Ronaldo | Sergio Ramos      | Manuel Neuer     |
| CONMEBOL  | Lionel Messi      | Neymar            | Dani Alves       |
| CONCACAF  | Keylor Navas      | Javier Hernández  | Clint Dempsey    |
| CAF       | Mohamed Salah     | Sadio Mané        | Riyad Mahrez     |
| AFC       | Son Heung-min     | Keisuke Honda     | Salem Al-Dawsari |
| OFC       | Chris Wood        | Winston Reid      | Marco Rojas      |

## Drużyny dekady (2011–2020)

### Drużyna dekady na świecie (2011–2020)
| Dekada    | Bramkarz     | Obrońca                                           | Pomocnik                              | Napastnik                                         |
| --------- | ------------ | ------------------------------------------------- | ------------------------------------- | ------------------------------------------------- |
| 2011–2020 | Manuel Neuer | Philipp Lahm Sergio Ramos Virgil van Dijk Marcelo | Toni Kroos Andrés Iniesta Luka Modrić | Cristiano Ronaldo Robert Lewandowski Lionel Messi |

### Drużyna dekady UEFA (2011–2020)
| Dekada    | Bramkarz     | Obrońca                                                    | Pomocnik                                              | Napastnik                            |
| --------- | ------------ | ---------------------------------------------------------- | ----------------------------------------------------- | ------------------------------------ |
| 2011–2020 | Manuel Neuer | Philipp Lahm Sergio Ramos Virgil van Dijk Leonardo Bonucci | Toni Kroos Andrés Iniesta Luka Modrić Kevin De Bruyne | Cristiano Ronaldo Robert Lewandowski |

### Drużyna dekady CONMEBOL (2011–2020)
| Dekada    | Bramkarz    | Obrońca                                           | Pomocnik                             | Napastnik                           |
| --------- | ----------- | ------------------------------------------------- | ------------------------------------ | ----------------------------------- |
| 2011–2020 | Júlio César | Dani Alves Thiago Silva Javier Mascherano Marcelo | Casemiro Ángel Di María Lionel Messi | Sergio Agüero Paolo Guerrero Neymar |

### Drużyna dekady CONCACAF (2011–2020)
| Dekada    | Bramkarz     | Obrońca                                                 | Pomocnik                                   | Napastnik                                     |
| --------- | ------------ | ------------------------------------------------------- | ------------------------------------------ | --------------------------------------------- |
| 2011–2020 | Keylor Navas | Carlos Salcedo John Brooks Héctor Moreno Kemar Lawrence | Andrés Guardado Michael Bradley Bryan Ruiz | Hirving Lozano Javier Hernández Clint Dempsey |

### Drużyna dekady CAF (2011–2020)
| Dekada    | Bramkarz        | Obrońca                                                 | Pomocnik                           | Napastnik                                          |
| --------- | --------------- | ------------------------------------------------------- | ---------------------------------- | -------------------------------------------------- |
| 2011–2020 | Vincent Enyeama | Ahmed Fathi Medhi Benatia Kalidou Koulibaly Eric Bailly | Yaya Touré André Ayew Riyad Mahrez | Sadio Mané Pierre-Emerick Aubameyang Mohamed Salah |

### Drużyna dekady AFC (2011–2020)
| Dekada    | Bramkarz    | Obrońca                                                               | Pomocnik                              | Napastnik                              |
| --------- | ----------- | --------------------------------------------------------------------- | ------------------------------------- | -------------------------------------- |
| 2011–2020 | Mathew Ryan | Mohammed Al-Breik Takehiro Tomiyasu Maya Yoshida Theerathon Bunmathan | Wu Lei Keisuke Honda Salem Al-Dawsari | Son Heung-min Almoez Ali Omar Al Somah |

### Drużyna dekady OFC (2011–2020)
| Dekada    | Bramkarz         | Obrońca                              | Pomocnik                                          | Napastnik                                |
| --------- | ---------------- | ------------------------------------ | ------------------------------------------------- | ---------------------------------------- |
| 2011–2020 | Stefan Marinovic | Ryan Nelsen Tommy Smith Winston Reid | Ryan Thomas Ivan Vicelich Marco Rojas Roy Krishna | Raymond Gunemba Chris Wood Teaonui Tehau |

## 48 Men Legends
Phase 1 Legend (2016):
| Piłkarz             |
| ------------------- |
| Pelé                |
| Diego Maradona      |
| Lothar Matthäus     |
| Ferenc Puskás       |
| Baichung Bhutia     |
| Ali Daei            |
| Dino Zoff           |
| Roberto Baggio      |
| Hidetoshi Nakata    |
| Cha Bum-kun         |
| Jassim Jakub        |
| George Weah         |
| Antonio Carbajal    |
| Rabah Madjer        |
| Hugo Sánchez        |
| Johan Cruijff       |
| Marco Van Basten    |
| Ruud Gullit         |
| Wynton Rufer        |
| Alfredo Di Stéfano  |
| Ronaldo             |
| Ryan Giggs          |
| Lucas Radebe        |
| Landon Donovan      |
| Juan Schiaffino     |
| Stanley Matthews    |
| David Beckham       |
| Bobby Charlton      |
| Ołeh Błochin        |
| Tanju Çolak         |
| Francisco Gento     |
| Madżid Abdullah     |
| Lew Jaszyn          |
| Luís Figo           |
| Eusébio             |
| José Luis Chilavert |
| Nwankwo Kanu        |
| Michel Platini      |
| Franz Beckenbauer   |
| Gerd Müller         |
| Mohamed Aboutreika  |
| Mahmoud El-Khatib   |
| Zinédine Zidane     |
| Garrincha           |
| Zico                |
| Roger Milla         |
| Sun Jihai           |
| Hao Haidong         |

Phase 2 Legend (2019):
| Piłkarz               |
| --------------------- |
| Franco Baresi         |
| Gabriel Batistuta     |
| Dennis Bergkamp       |
| Zbigniew Boniek       |
| Roberto Carlos        |
| Petr Čech             |
| Andrij Szewczenko     |
| Kenny Dalglish        |
| Edgar Davids          |
| Alessandro Del Piero  |
| Didier Drogba         |
| Samuel Eto’o          |
| Enzo Francescoli      |
| Gheorghe Hagi         |
| Thierry Henry         |
| Oliver Kahn           |
| Kaká                  |
| Kevin Keegan          |
| Mario Kempes          |
| Miroslav Klose        |
| Ronald Koeman         |
| Philipp Lahm          |
| Michael Laudrup       |
| Younis Mahmoud        |
| Paolo Maldini         |
| Rafael Márquez        |
| Pavel Nedvěd          |
| Muhammad Nur          |
| Jay-Jay Okocha        |
| Abédi Pelé            |
| Jean-Marie Pfaff      |
| Andrea Pirlo          |
| Carles Puyol          |
| Raúl                  |
| Frank Rijkaard        |
| Rivaldo               |
| Romário               |
| Ronaldinho            |
| Paolo Rossi           |
| Karl-Heinz Rummenigge |
| Peter Schmeichel      |
| Christo Stoiczkow     |
| Davor Šuker           |
| Francesco Totti       |
| Carlos Valderrama     |
| Ruud van Nistelrooy   |
| Robin van Persie      |
| Xavi                  |

## Ranking sędziów
Ranking prowadzony od 1987 roku na podstawie głosowanie redakcji i ekspertów sportowych z ponad 83 krajów.
Felix Brych został wybrany, najlepszym sędzią dekady (2011–2020).

### Zwycięzcy Rankingu sędziów
| Rok                  | Imię i nazwisko           | Narodowość | Liczba punktów zdobyta w głosowaniu |
| -------------------- | ------------------------- | ---------- | ----------------------------------- |
| 1987                 | Romualdo Arppi Filho      | Brazylia   | 74                                  |
| 1988                 | Michel Vautrot            | Francja    | 92                                  |
| 1989                 | Michel Vautrot            | Francja    | 92                                  |
| 1990                 | José Roberto Ramiz Wright | Brazylia   | 97                                  |
| 1991                 | Peter Mikkelsen           | Dania      | 46                                  |
| 1992                 | Aron Schmidhuber          | Niemcy     | 55                                  |
| 1993                 | Peter Mikkelsen           | Dania      | 40                                  |
| 1994                 | Sándor Puhl               | Węgry      | 93                                  |
| 1995                 | Sándor Puhl               | Węgry      | 41                                  |
| 1996                 | Sándor Puhl               | Węgry      | 82                                  |
| 1997                 | Sándor Puhl               | Węgry      | 82                                  |
| 1998                 | Pierluigi Collina         | Włochy     | 70                                  |
| 1999                 | Pierluigi Collina         | Włochy     | 126                                 |
| 2000                 | Pierluigi Collina         | Włochy     | 124                                 |
| 2001                 | Pierluigi Collina         | Włochy     | 129                                 |
| 2002                 | Pierluigi Collina         | Włochy     | 222                                 |
| 2003                 | Pierluigi Collina         | Włochy     | 157                                 |
| 2004                 | Markus Merk               | Niemcy     | 126                                 |
| 2005                 | Markus Merk               | Niemcy     | 102                                 |
| 2006                 | Horacio Marcelo Elizondo  | Argentyna  | 159                                 |
| 2007                 | Markus Merk               | Niemcy     | 106                                 |
| 2008                 | Roberto Rosetti           | Włochy     | 204                                 |
| 2009                 | Massimo Busacca           | Szwajcaria | 225                                 |
| 2010                 | Howard Melton Webb        | Anglia     | 189                                 |
| 2011                 | Viktor Kassai             | Węgry      | 138                                 |
| 2012                 | Pedro Proença             | Portugalia | 174                                 |
| 2013                 | Howard Webb               | Anglia     | 102                                 |
| 2014                 | Nicola Rizzoli            | Włochy     | 131                                 |
| 2015                 | Nicola Rizzoli            | Włochy     | 80                                  |
| 2016                 | Mark Clattenburg          | Anglia     | 141                                 |
| 2017                 | Felix Brych               | Niemcy     | 178                                 |
| 2018                 | Néstor Pitana             | Argentyna  | 180                                 |
| 2019                 | Damir Skomina             | Słowenia   | 136                                 |
| 2020                 | Daniele Orsato            | Włochy     | 170                                 |
| 2021                 | Felix Brych               | Niemcy     | 110                                 |
| 2022                 | Szymon Marciniak          | Polska     | 150                                 |
| 2023                 | Szymon Marciniak          | Polska     | 175                                 |
| 2024                 | François Letexier         | Francja    | 129                                 |
| Źródło: IFFHS (ang.) |                           |            |                                     |

## Najlepszy kobiecy klub
| Rok  | Klub           |
| ---- | -------------- |
| 2012 | Olympique Lyon |
| 2013 | VfL Wolfsburg  |
| 2014 | VfL Wolfsburg  |
| 2015 | Olympique Lyon |
| 2016 | Olympique Lyon |
| 2017 | Olympique Lyon |
| 2018 | Olympique Lyon |
| 2019 | Olympique Lyon |
| 2020 | Olympique Lyon |
| 2021 | FC Barcelona   |
| 2022 | FC Barcelona   |
| 2023 | FC Barcelona   |
| 2024 | FC Barcelona   |

## Najlepsza liga kobieca
- 2020 –  Premier League
- 2021 –  Division 1 Féminine
- 2022 –  Liga F
- 2023 –  Liga F

## Piłkarka roku
| Rok  | Zawodniczka         | Klub                    |
| ---- | ------------------- | ----------------------- |
| 2020 | Pernille Harder     | VfL Wolfsburg / Chelsea |
| 2021 | Alexia Putellas     | FC Barcelona            |
| 2022 | Alexia Putellas (2) | FC Barcelona            |
| 2023 | Aitana Bonmatí      | FC Barcelona            |
| 2024 | Aitana Bonmatí (2)  | FC Barcelona            |

## Młoda piłkarka roku
| Rok  | Zawodniczka      | Klub                   |
| ---- | ---------------- | ---------------------- |
| 2021 | Hanna Bennison   | FC Rosengård / Everton |
| 2022 | Linda Caicedo    | Deportivo Cali         |
| 2023 | Salma Paralluelo | FC Barcelona           |
| 2024 | Vicky López      | FC Barcelona           |

## Najlepsza zawodniczka rozgrywająca
| Rok  | Zawodniczka            | Klub                        |
| ---- | ---------------------- | --------------------------- |
| 2012 | Marta                  | Tyresö FF                   |
| 2013 | Lena Goeßling          | VfL Wolfsburg               |
| 2014 | Nadine Keßler          | VfL Wolfsburg               |
| 2015 | Carli Lloyd            | Houston Dash                |
| 2016 | Dzsenifer Marozsán     | Olympique Lyon              |
| 2017 | Lieke Martens          | FC Rosengård / FC Barcelona |
| 2018 | Dzsenifer Marozsán (2) | Olympique Lyon              |
| 2019 | Megan Rapinoe          | Reign FC                    |
| 2020 | Dzsenifer Marozsán (3) | Olympique Lyon              |
| 2021 | Alexia Putellas        | FC Barcelona                |
| 2022 | Alexia Putellas (2)    | FC Barcelona                |
| 2023 | Aitana Bonmatí         | FC Barcelona                |
| 2024 | Aitana Bonmatí (2)     | FC Barcelona                |

## Najlepsza bramkarka
| Rok  | Zawodniczka           | Klub                                 |
| ---- | --------------------- | ------------------------------------ |
| 2012 | Hope Solo             | Seattle Sounders Women               |
| 2013 | Hope Solo (2)         | Reign FC                             |
| 2014 | Hope Solo (3)         | Reign FC / VfL Wolfsburg             |
| 2015 | Hope Solo (4)         | Reign FC                             |
| 2016 | Sarah Bouhaddi        | Olympique Lyon                       |
| 2017 | Sarah Bouhaddi (2)    | Olympique Lyon                       |
| 2018 | Sarah Bouhaddi (3)    | Olympique Lyon                       |
| 2019 | Sari van Veenendaal   | Arsenal / Atlético Madryt            |
| 2020 | Sarah Bouhaddi (4)    | Olympique Lyon                       |
| 2021 | Christiane Endler     | Paris Saint-Germain / Olympique Lyon |
| 2022 | Christiane Endler (2) | Olympique Lyon                       |
| 2023 | Mary Earps            | Manchester United                    |
| 2024 | Alyssa Naeher         | Chicago Red Stars                    |

## Najlepszy klubowy trener drużyny kobiecej
| Rok  | Zwycięzca            | Zwycięski klub trenera |                  | Drugie miejsce          | Klub trenera drugiego miejsca |
| ---- | -------------------- | ---------------------- | ---------------- | ----------------------- | ----------------------------- |
| 2020 | Jean-Luc Vasseur     | Olympique Lyon         | Emma Hayes       | Chelsea                 |                               |
| 2021 | Lluís Cortés         | FC Barcelona           | Sonia Bompastor  | Olympique Lyon          |                               |
| 2022 | Sonia Bompastor      | Olympique Lyon         | Jonatan Giráldez | FC Barcelona            |                               |
| 2023 | Jonatan Giráldez     | FC Barcelona           | Sonia Bompastor  | Olympique Lyon          |                               |
| 2024 | Jonatan Giráldez (2) | FC Barcelona           | Sonia Bompastor  | Olympique Lyon/ Chelsea |                               |

## Najlepszy trener drużyny narodowej kobiet
| Rok  | Zwycięzca          | Zwycięska drużyna narodowa trenera |                          | Drugie miejsce    | Reprezentacja drugiego trenera |
| ---- | ------------------ | ---------------------------------- | ------------------------ | ----------------- | ------------------------------ |
| 2020 | Sarina Wiegman     | Holandia                           | Vlatko Andonovski        | Stany Zjednoczone |                                |
| 2021 | Bev Priestman      | Anglia                             | Peter Gerhardsson        | Szwecja           |                                |
| 2022 | Sarina Wiegman (2) | Anglia                             | Martina Voss-Tecklenburg | Niemcy            |                                |
| 2023 | Sarina Wiegman (3) | Anglia                             | Jorge Vilda              | Hiszpania         |                                |
| 2024 | Emma Hayes         | Stany Zjednoczone                  | Montse Tomé              | Hiszpania         |                                |

## Najlepsza strzelczyni rozgrywek ligowych
| Rok  | Gracz              | Klub         | Gole |
| ---- | ------------------ | ------------ | ---- |
| 2021 | Lucie Martínková   | Sparta Praga | 38   |
| 2022 | Mia Fishel         | Tigres UANL  | 33   |
| 2023 | Charlyn Corral     | Pachuca      | 34   |
| 2024 | Charlyn Corral (2) | Pachuca      | 42   |

## Najlepsza strzelczyni rozgrywek międzynarodowych
| Rok  | Gracz         | Klub             | Gole |
| ---- | ------------- | ---------------- | ---- |
| 2021 | Ellen White   | Manchester City  | 21   |
| 2022 | Samantha Kerr | Chelsea          | 17   |
| 2023 | Barbra Banda  | Shanghai Shengli | 15   |
| 2024 | Lea Schüller  | Bayern Monachium | 14   |

## Najlepsza strzelczyni w roku kalendarzowym
Nagroda rozdawana zawodniczce, która strzeliła najwięcej goli w roku kalendarzowym, w okresie od 1 stycznia do 31 grudnia.
| Rok  | Gracz            | Klub           | Gole |
| ---- | ---------------- | -------------- | ---- |
| 2021 | Jennifer Hermoso | FC Barcelona   | 48   |
| 2022 | Fenna Kalma      | FC Twente      | 45   |
| 2023 | Temwa Chawinga   | Wuhan Jianghan | 63   |
| 2024 | Charlyn Corral   | Pachuca        | 44   |

## Drużyna roku kobiet
| Rok  | Bramkarz                                               | Obrońca | Pomocnik | Napastnik | Trener                                          |
| ---- | ------------------------------------------------------ | --- | --- | --- | ----------------------------------------------- |
| 2017 | Sarah Bouhaddi (Olympique Lyon)                        | Anouk Dekker (Montpellier HSC) Wendie Renard (Olympique Lyon) Steph Houghton (Manchester City) Lucy Bronze (Olympique Lyon)             | Dzsenifer Marozsán (Olympique Lyon) Carli Lloyd (Houston Dash) Pernille Harder (VfL Wolfsburg)                                            | Lieke Martens (FC Barcelona) Alex Morgan (Orlando Pride) Samantha Kerr (Sky Blue FC)                                           | Sarina Wiegman (Reprezentacja Holandii)         |
| 2018 | Sarah Bouhaddi (Olympique Lyon)                        | Amel Majri (Olympique Lyon) Wendie Renard (Olympique Lyon) Saki Kumagai (Olympique Lyon) Lucy Bronze (Olympique Lyon)                   | Dzsenifer Marozsán (Olympique Lyon) Amandine Henry (Olympique Lyon) Marta (Orlando Pride)                                                 | Ada Hegerberg (Olympique Lyon) Alex Morgan (Orlando Pride) Pernille Harder (VfL Wolfsburg)                                     | Reynald Pedros (Olympique Lyon)                 |
| 2019 | Sari van Veenendaal (Arsenal/Atlético Madryt)          | Julie Ertz (Chicago Red Stars) Wendie Renard (Olympique Lyon) Crystal Dunn (NC Courage) Lucy Bronze (Olympique Lyon)                    | Dzsenifer Marozsán (Olympique Lyon) Amandine Henry (Olympique Lyon) Rose Lavelle (Washington Spirit)                                      | Ada Hegerberg (Olympique Lyon) Alex Morgan (Orlando Pride) Megan Rapinoe (Reign FC)                                            | Jill Ellis (Reprezentacja Stanów Zjednoczonych) |
| 2020 | Sarah Bouhaddi (Olympique Lyon)                        | Lucy Bronze (Olympique Lyon) Wendie Renard (Olympique Lyon) Lena Goeßling (VfL Wolfsburg) Sakina Karchaoui (Montpellier/Olympique Lyon) | Saki Kumagai (Olympique Lyon) Alexandra Popp (VfL Wolfsburg) Dzsenifer Marozsán (Olympique Lyon)                                          | Delphine Cascarino (Olympique Lyon) Vivianne Miedema (Arsenal) Pernille Harder (VfL Wolfsburg/Chelsea)                         | Jean-Luc Vasseur (Olympique Lyon)               |
| 2021 | Christiane Endler (Paris Saint-Germain/Olympique Lyon) | Ashley Lawrence (Paris Saint-Germain) Wendie Renard (Olympique Lyon) Magdalena Eriksson (Chelsea) Mapi León (FC Barcelona)              | Aitana Bonmatí (FC Barcelona) Alexia Putellas (FC Barcelona) Lieke Martens (FC Barcelona)                                                 | Caroline Graham Hansen (FC Barcelona) Samantha Kerr (Chelsea) Jennifer Hermoso (FC Barcelona)                                  | Lluís Cortés (FC Barcelona)                     |
| 2022 | Christiane Endler (Olympique Lyon)                     | Lucy Bronze (FC Barcelona) Leah Williamson (Arsenal) Wendie Renard (Olympique Lyon) Selma Bacha (Olympique Lyon)                        | Lena Oberdorf (VfL Wolfsburg) Alexia Putellas (FC Barcelona) Aitana Bonmatí (FC Barcelona)                                                | Beth Mead (Arsenal) Alex Morgan (San Diego Wave) Alexandra Popp (VfL Wolfsburg)                                                |                                                 |
| 2023 | Mary Earps (Manchester United)                         | Amanda Ilestedt (Paris Saint-Germain/Arsenal) Wendie Renard (Olympique Lyon) Olga Carmona (Real Madryt)                                 | Lena Oberdorf (VfL Wolfsburg) Aitana Bonmatí (FC Barcelona) Hinata Miyazawa (MyNavi Sendai/Manchester United) Linda Caicedo (Real Madryt) | Jennifer Hermoso (Pachuca) Samantha Kerr (Chelsea) Salma Paralluelo (FC Barcelona)                                             |                                                 |
| 2024 | Alyssa Naeher (Chicago Red Stars)                      | Tarciane (Corinthians/Houston Dash) Glódís Perla Viggósdóttir (Bayern Monachium) Naomi Girma (San Diego Wave)                           | Aitana Bonmatí (FC Barcelona) Lindsey Horan (Olympique Lyon) Caroline Graham Hansen (FC Barcelona)                                        | Trinity Rodman (Washington Spirit) Sophia Smith (Portland Thorns) Salma Paralluelo (FC Barcelona) Barbra Banda (Orlando Pride) |                                                 |

## Drużyna roku kobiet U-20
| Rok  | Bramkarz                         | Obrońca | Pomocnik | Napastnik                                                                                                  |
| ---- | -------------------------------- | --- | --- | --- |
| 2020 | Cata Coll (Sevilla/FC Barcelona) | Ellie Carpenter (Olympique Lyon) Kate Wiesner (Penn State) Laia Aleixandri (Atlético Madryt) Selma Bacha (Olympique Lyon) | Lena Oberdorf (VfL Wolfsburg) Sydney Lohmann (Bayern Monachium) Sophia Smith (Portland Thorns)                                                                      | Linda Caicedo (Deportivo Cali) Jordyn Huitema (Paris Saint-Germain) Lauren Hemp (Manchester City)          |
| 2021 | Cata Coll (FC Barcelona)         | Maya Le Tissier (Brighton & Hove Albion) Lena Oberdorf (VfL Wolfsburg) Emilie Bragstad (FC Rosengård)                     | Melchie Dumornay (Stade de Reims) Hanna Bennison (FC Rosengård/Everton) Mary Fowler (Montpellier)                                                                   | Trinity Rodman (Washington Spirit) Nikita Tromp (AFC Ajax) Alison González (Atlas) Haley Bugeja (Sassuolo) |
| 2022 | Meritxell Font (FC Barcelona)    | Alice Sombath (Olympique Lyon) Tarciane (Corinthians) Andrea Medina (Atlético Madryt)                                     | Jule Brand (VfL Wolfsburg) Melchie Dumornay (Stade de Reims) Linda Caicedo (Deportivo Cali) Vicky López (FC Barcelona)                                              | Inma Gabarro (Sevilla) Maika Hamano (INAC Kobe) Salma Paralluelo (FC Barcelona)                            |
| 2023 | Meritxell Font (FC Barcelona)    | Andrea Medina (Atlético Madryt) Tarciane (Corinthians) Ana María Guzmán (Deportivo Pereira/Bayern Monachium)              | Melchie Dumornay (Stade de Reims/Olympique Lyon) Vicky López (FC Barcelona) Linda Caicedo (Deportivo Cali/Real Madryt) Giulia Dragoni (Inter Mediolan/FC Barcelona) | Chiara Beccari (Como/Sassuolo) Mary Fowler (Manchester City) Salma Paralluelo (FC Barcelona)               |
| 2024 | Femke Liefting (AZ Alkmaar)      | Gisele Thompson (Angel City FC) Oh Sol-song Rio Sasaki                                                                    | Wieke Kaptein (FC Twente) Vicky López (FC Barcelona) Linda Caicedo (Real Madryt) Ally Sentnor (Utah Royals)                                                         | Natália Vendito (Associação Ferroviária de Esportes) Choe Il-son Maya Hijikata (Tokyo Verdy Beleza)        |

## Najlepsze zawodniczki dekady (2011–2020)
| Federacja | Pierwsza           | Druga             | Trzecia            |
| --------- | ------------------ | ----------------- | ------------------ |
| Świat     | Marta              | Carli Lloyd       | Dzsenifer Marozsán |
| UEFA      | Dzsenifer Marozsán | Ada Hegerberg     | Wendie Renard      |
| CONMEBOL  | Marta              | Cristiane         | Formiga            |
| CONCACAF  | Carli Lloyd        | Alex Morgan       | Megan Rapinoe      |
| CAF       | Asisat Oshoala     | Gabrielle Onguéné | Ngozi Okobi        |
| AFC       | Homare Sawa        | Samantha Kerr     | Saki Kumagai       |
| OFC       | Ria Percival       | Abby Erceg        | Rebekah Stott      |

## Drużyny dekady (2011–2020)

### Drużyna dekady na świecie (2011–2020)
| Dekada    | Bramkarz  | Obrońca                                              | Pomocnik                                     | Napastnik                       |
| --------- | --------- | ---------------------------------------------------- | -------------------------------------------- | ------------------------------- |
| 2011–2020 | Hope Solo | Lucy Bronze Wendie Renard Saki Kumagai Nilla Fischer | Lena Goeßling Carli Lloyd Dzsenifer Marozsán | Marta Ada Hegerberg Alex Morgan |

### Drużyna dekady UEFA (2011–2020)
| Dekada    | Bramkarz       | Obrońca                                               | Pomocnik                                        | Napastnik                                   |
| --------- | -------------- | ----------------------------------------------------- | ----------------------------------------------- | ------------------------------------------- |
| 2011–2020 | Nadine Angerer | Lucy Bronze Wendie Renard Lena Goeßling Nilla Fischer | Amandine Henry Nadine Keßler Dzsenifer Marozsán | Lieke Martens Ada Hegerberg Pernille Harder |

### Drużyna dekady CONMEBOL (2011–2020)
| Dekada    | Bramkarz          | Obrońca                              | Pomocnik                         | Napastnik                     |
| --------- | ----------------- | ------------------------------------ | -------------------------------- | ----------------------------- |
| 2011–2020 | Christiane Endler | Fabiana Érika Carla Guerrero Tamires | Formiga Debinha Estefanía Banini | Yoreli Rincón Cristiane Marta |

### Drużyna dekady CONCACAF (2011–2020)
| Dekada    | Bramkarz  | Obrońca                                                      | Pomocnik                                    | Napastnik                             |
| --------- | --------- | ------------------------------------------------------------ | ------------------------------------------- | ------------------------------------- |
| 2011–2020 | Hope Solo | Kelley O’Hara Kadeisha Buchanan Becky Sauerbrunn Ali Krieger | Shirley Cruz Carli Lloyd Christine Sinclair | Tobin Heath Alex Morgan Megan Rapinoe |

### Drużyna dekady CAF (2011–2020)
| Dekada    | Bramkarz         | Obrońca                                                 | Pomocnik                                               | Napastnik                                          |
| --------- | ---------------- | ------------------------------------------------------- | ------------------------------------------------------ | -------------------------------------------------- |
| 2011–2020 | Annette Ngo Ndom | Osinachi Ohale Janine van Wyk Estelle Johnson Onome Ebi | Ngozi Okobi-Okeoghene Elizabeth Addo Gabrielle Onguéné | Gaëlle Enganamouit Asisat Oshoala Tabitha Chawinga |

### Drużyna dekady AFC (2011–2020)
| Dekada    | Bramkarz       | Obrońca                                                      | Pomocnik                         | Napastnik                           |
| --------- | -------------- | ------------------------------------------------------------ | -------------------------------- | ----------------------------------- |
| 2011–2020 | Lydia Williams | Ellie Carpenter Saki Kumagai Alanna Kennedy Stephanie Catley | Homare Sawa Aya Miyama Ji So-yun | Li Ying Samantha Kerr Mana Iwabuchi |

### Drużyna dekady OFC (2011–2020)
| Dekada    | Bramkarz    | Obrońca                                | Pomocnik                                                        | Napastnik                   |
| --------- | ----------- | -------------------------------------- | --------------------------------------------------------------- | --------------------------- |
| 2011–2020 | Erin Nayler | Rebekah Stott Rebecca Smith Abby Erceg | Ria Percival Hayley Bowden Katie Duncan Betsy Hassett Ali Riley | Amber Hearn Sarah Gregorius |

## Najlepsza sędzina
| Rok  | Imię i nazwisko    |
| ---- | ------------------ |
| 2012 | Jenny Palmqvist    |
| 2013 | Bibiana Steinhaus  |
| 2014 | Bibiana Steinhaus  |
| 2015 | Kateryna Monzul    |
| 2016 | Katalin Kulcsár    |
| 2017 | Bibiana Steinhaus  |
| 2018 | Bibiana Steinhaus  |
| 2019 | Stéphanie Frappart |
| 2020 | Stéphanie Frappart |
| 2021 | Stéphanie Frappart |
| 2022 | Stéphanie Frappart |
| 2023 | Stéphanie Frappart |
| 2024 | Rebecca Welch      |